# 中國—波蘭關係
中國—波蘭关系（波蘭語：Stosunki Chińsko-Polskie），目前指中華人民共和國和波蘭共和國（波蘭語：Rzeczpospolita Polska）之間的雙邊關係，在1949年10月7日建立。現時中國稱其關係為「合作夥伴關係」。

## 歷史

### 1930年代至1980年代

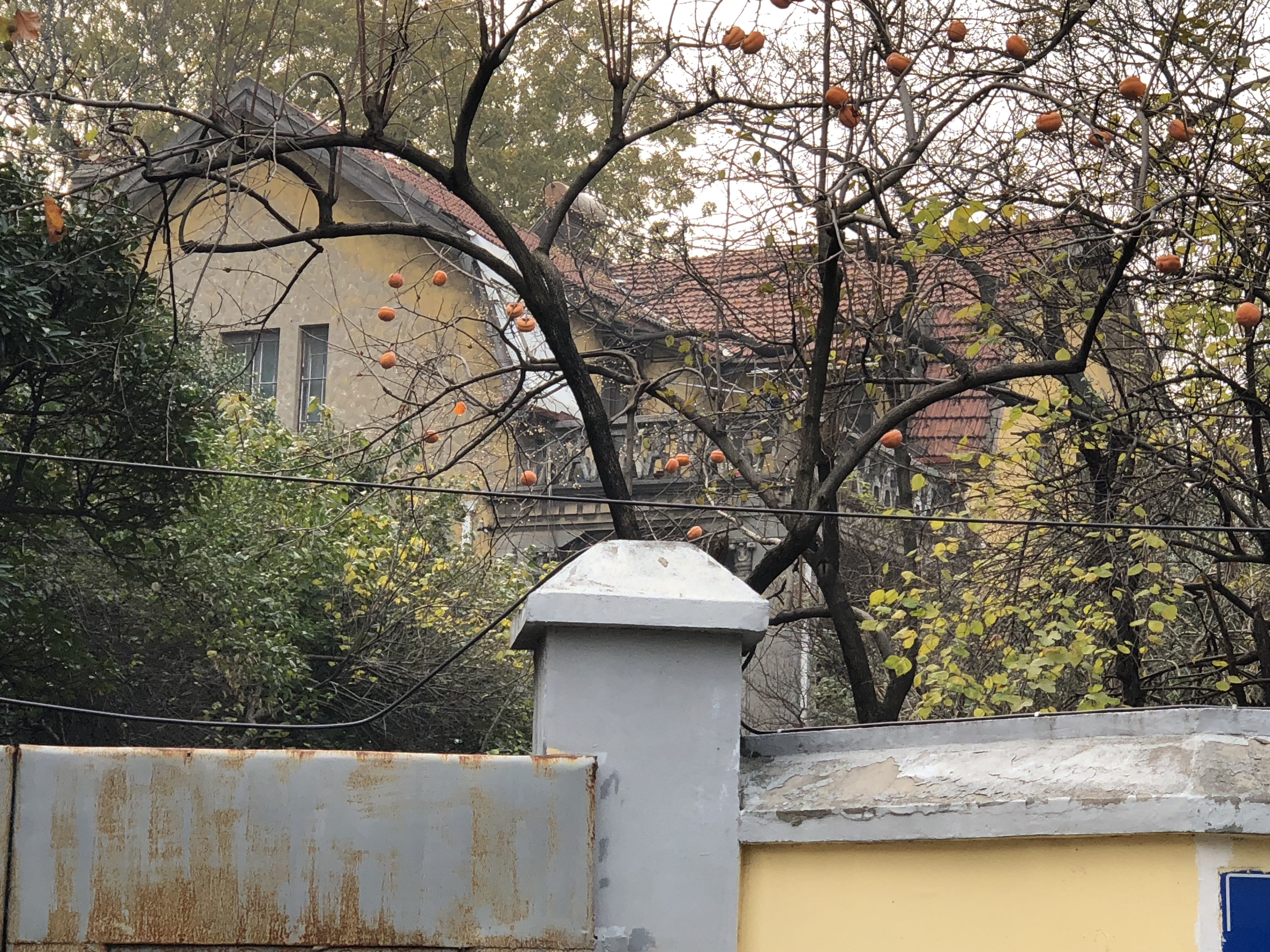
波兰驻中华民国大使馆旧址

1930年9月22日，中华民国与波兰商谈互派使节后，于1931年开始派遣驻波兰公使。1939年因德军占领波兰，波兰政府于1940年迁伦敦。中国公使馆亦改驻英国。1942年6月24日，驻波兰公使馆升格为大使馆。1945年3月19日，原兼代波兰公使馆馆务的驻荷兰公使金问泗被任命为驻比利时全权大使，同时兼代波兰大使馆馆务。二战期间也有波兰人来华，参加盟国军队助战，或提供医疗支援。
1949年10月11日，中華人民共和國成立後十天，作为社会主义国家阵营的波兰共和国便予以承認並建立外交關係，也是第一个与新中国签订文化合作协定的国家。該协定于1953年4月3日由彭明治和波兰代表共同签署。根据该协定，双方轮流在北京和华沙举行联合委员会年会，商定文化合作协定的年度执行计划，均由各自文化部门高级官员率团参加。如1952年，波兰对外文化合作委员会访华；1953年，中国文化部长沈雁冰（茅盾，著名作家）率中国代表团来波。1959年，位于华沙博尼弗拉特尔斯卡大街（ul.Bonifraterska）1号的中国驻波兰大使馆馆舍建成。
由於中國和蘇聯產生外交、軍事關係上的疏遠，中波关系惡化。但波兰仍堅持其支持中華人民共和國取代中華民國在聯合國內的「中國」席次的立場。
中國國務院總理周恩來曾兩度到波蘭訪問。波蘭領袖也曾在1950年代多次訪問中國，對兩國關係有重大意義。1970年波兰十二月事件时，中国政府同意了波兰政府提出的“以船换肉”的要求，帮助波兰缓解市场供应紧缺的问题。1971年波兰隆重庆祝中波轮船公司成立20周年，波兰航运部长和中国交通部长互访，较早地恢复了两国部长级的往来。
1980年波兰兴起团结工会运动，华沙公约国家对波兰实行经济封锁，加一步加剧猪肉供应紧张的问题。1981年9月，中国政府决定援助波兰，以十年无息贷款的方式提供5万吨猪肉。波兰驻华大使在北京初次听到这个消息时不敢相信，一时语塞，后高兴地说“啊，上帝，天上掉下来金苹果！”因为中国的猪肉需要跨过大半个地球才能到达波兰，华沙人编了个笑话“中国猪腿特别长，赛马场上可称王”。波兰方面为了避免和苏联的矛盾，宣称猪肉是从中国购买的。12月，第一批冷冻猪肉运抵波兰港口。
1983年，中波关系开始走向正常化，两国在政治领域的合作明显恢复和发展。80年代後半段，双方交往重新活跃，最高层互访频繁。1986年秋，波兰统一工人党中央第一书记、国务委员会主席雅鲁泽尔斯基对中国进行工作访问。1987年中共中央代总书记、国务院总理赵紫阳对波兰进行了正式友好访问。1988年夏波兰总理梅斯内尔访华。

### 1990年代至2010年代
2004年6月，中共中央总书记、中国国家主席胡锦涛访问波兰，双方签署《中华人民共和国和波兰共和国联合声明》，决定建立中波友好合作伙伴关系，谴责恐怖主义，支持扩大人员交往。在《联合声明》中，波兰重申，坚持一个中国政策不变，反对任何旨在改变台湾地位、导致台海局势紧张的做法。支持中国和平统一。
2011年12月，波兰总统布罗尼斯瓦夫·科莫罗夫斯基访问中国，双方签署《中波关于建立战略伙伴关系的联合声明》，将双边关系提升为战略伙伴关系，建立副外长级战略对话机制。

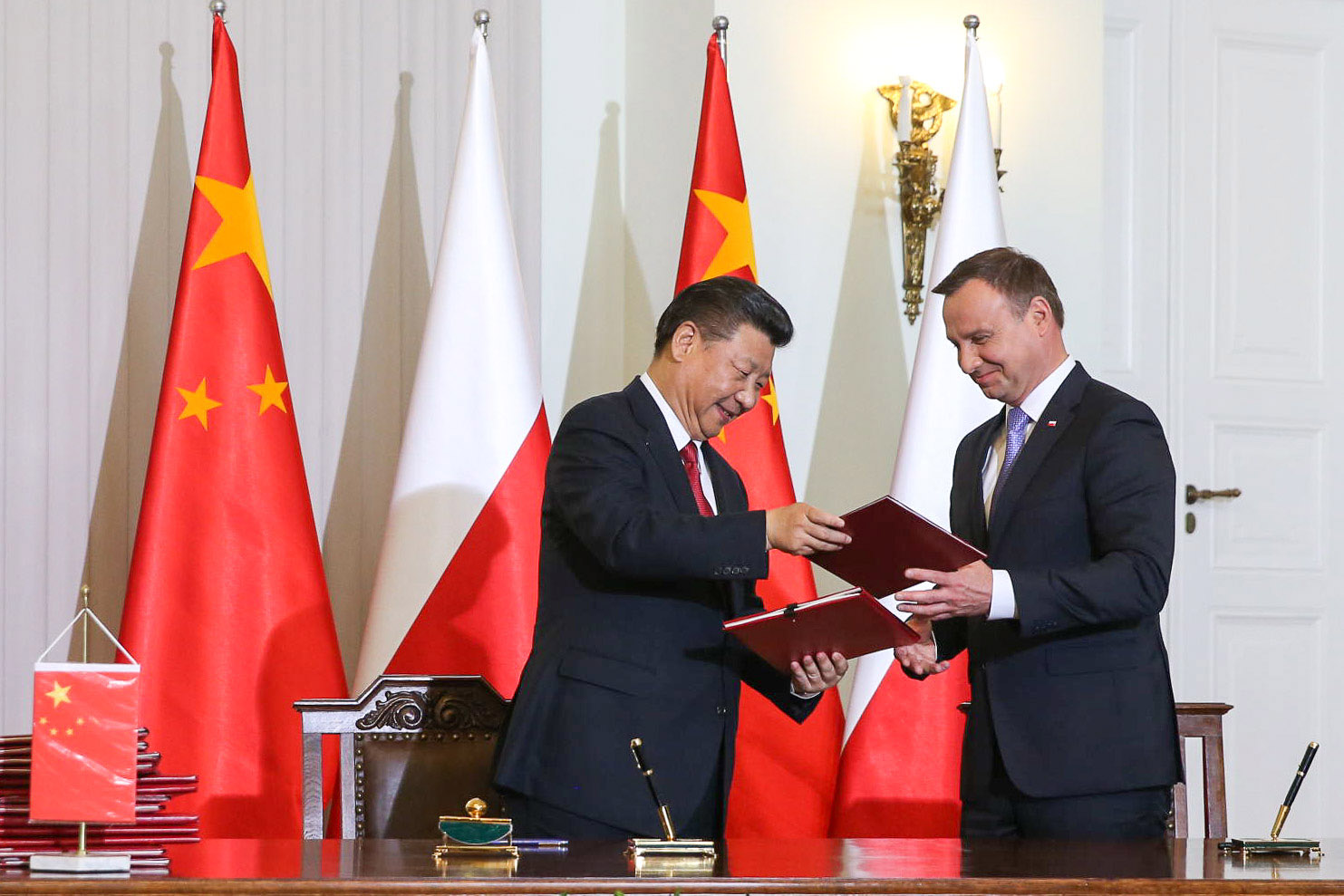
2016年，波兰总统安杰伊·杜达与中国国家主席习近平签署关于建立全面战略伙伴关系的联合声明。

2016年6月，中共中央总书记、中国国家主席习近平访问波兰，并在《共和国报》发表署名文章。双方同意将中波关系提升为“全面战略伙伴关系”，推进“一带一路”建设，签署了在信息互联互通、基础设施建设、产能、教育、文化、税务、质检、海关、航天等多领域的双边合作文件。

### 2020年代至今
2019冠状病毒病疫情期间，波兰总统安杰伊·杜达曾致信习近平，对中国疫情表示慰问。后来杜达感染新冠肺炎后，习近平亦致电慰问。
2022年2月，波兰总统安杰伊·杜达访华出席2022年北京冬奥会开幕式，并与中共中央总书记、中国国家主席习近平进行会晤。

## 經濟
1950-1990年两国贸易采用政府协议项下记帐方式。1990年双方将记帐贸易改为现汇贸易。
在1986年，雙方的總贸易額為10億美元，1990年代，贸易額由1990年的3.22億美元跌至1991年的1.44億美元。1992年後贸易額再次回升。
在2001年，雙方的總贸易額為12.42億美元，較2000年上升了22.5%。
雙方的經濟來往有環境保護、商業、農業科技等。這也包括了高科技產品、清潔能源、勞工、服務業及基礎建設。
在2008年，波蘭大約出口了價值10億美元的產品給中國。中國大約出口了價值11億美元的產品給波蘭。
| 年份   | 中国向波兰出口 | 中国自波兰进口 | 双边贸易总额 | 中国贸易顺差 |
| ------ | -------------- | -------------- | ------------ | ------------ |
| 2015年 | 143.46         | 27.44          | 170.90       | 116.02       |
| 2016年 | 150.92         | 25.34          | 176.26       | 125.58       |
| 2017年 | 178.76         | 33.53          | 212.29       | 145.23       |
| 2018年 | 208.79         | 36.45          | 245.24       | 172.34       |
| 2019年 | 238.75         | 39.41          | 278.16       | 199.33       |
| 2020年 | 267.36         | 43.20          | 310.56       | 224.16       |

## 文化
中波之间的交流最早可追溯到17世纪波兰传教士卜弥格，他来到中国并研究了中国科技、社会和历史，是首位向西方介绍中国古代科学文化成果的欧洲人。
波兰末代国王斯坦尼斯瓦夫·奥古斯特喜爱中国文化，在华沙修建了“中国大道”，2011年在波兰总统布罗尼斯瓦夫·科莫罗夫斯基的倡议下，由中波两国企业共同资助重修。维拉诺宫的花园内还有一座“中国凉亭”，则是斯坦尼斯瓦夫·奥古斯特给他的表妹修建的。
马佐夫舍歌舞团是第一个访问新中国的外国演出团。2010年在中国举办了“波兰文化节”和肖邦诞辰200周年纪念活动。
2016年习近平访问波兰期间，曾经欣赏波兰马佐夫舍民族歌舞团的精彩演出，并参观肖邦博物馆。
在波兰的华侨华人为1万人左右，主要集中在华沙等大城市。大多數華人已融入波兰社会，其主流是80年代末和90年代初来波经商人员、留学人员等。。另外一部分的在波越南移民，也以经营中餐厅的名义，以越南料理为基础，融合中华料理、其他亚洲料理和波兰饮食习惯，形成波兰式亚洲美食 (Polish-style Asian cuisine)。宗教信仰方面，波蘭有三間華人基督教會.

## 交通

### 海运
1951年6月，中波两国成立了合资企业“中波轮船股份公司”，在上海和格丁尼亚均设有办事处，主要从事远洋运输。

## 另見
- 波蘭外交

## 外部連結
- 中华人民共和国驻波兰共和国大使馆官方网站（简体中文）（波兰語）
  - 中华人民共和国驻波兰共和国大使馆经济商务处官方网站（简体中文）
- 中华人民共和国驻革但斯克总领事馆官方网站（简体中文）
- 波蘭駐華大使館官方網站（简体中文）（波兰語）
- 波蘭駐上海總領事館官方網站（简体中文）（波兰語）
- 波蘭駐廣州總領事館官方網站（简体中文）（波兰語）
- 波蘭駐成都總領事館官方網站（简体中文）（波兰語）
- 波蘭駐香港總領事館官方網站（简体中文）（波兰語）